# Saint-Fergeux
Saint-Fergeux é uma comuna francesa na região administrativa de Grande Leste, no departamento das Ardenas. Estende-se por uma área de 25,5 km². Em 2010 a comuna tinha 217 habitantes (densidade: 8,5 hab./km²).